# Artaius
Artaius est une épithète celtique appliquée au dieu romain Mercure pendant la période romano-celtique.

## Étymologie
En gaulois, le mot artos signifie «ours», et artaios aurait été un dérivé (signifiant quelque chose comme «ursine»). Miranda Green considère Mercury Artaius comme ayant été un dieu ours. Il est également possible qu'Artaius dérive d'un nom de lieu (de sorte que, en tant que "Artaian Mercury", il n'aurait qu'une association indirecte avec des ours.) Sur la base de l'inscription trouvée à Beaucroissant, Auguste Longnon a supposé que le lieu était appelé Artay. Il existe d'ailleurs une ville du même nom, Artaix, en Saône-et-Loire.

## Inscriptions
Artaius est connu grâce à une seule inscription à Beaucroissant en Isère:
MERCVRIO
AVG ARTAIO
SACR
SEX GEMINIVS
CVPITVS
EX VOTO
"À l'auguste Mercure Artaius, Sextus Geminius Cupitus (a consacré cette pierre) sacrée en accomplissement d'un vœu."